# Paracrinia haswelli
A Paracrinia haswelli a kétéltűek (Amphibia) osztályának békák (Anura) rendjébe, a Myobatrachidae családba, azon belül a Paracrinia nembe tartozó faj. A Paracrinia nem monotipikus faja.

## Előfordulása
Ausztrália endemikus faja. Új-Dél-Wales államban, Sidney-től délre fekvő parti területeken, egészen Victoria állam keleti területeiig honos. Elterjedési területének mérete megközelítőleg 96 500 km².

## Nevének eredete
Nevét William Aitcheson Haswell (1854–1925) ausztrál zoológus tiszteletére kapta az első példányok felfedezésében való szerepéért.

## Megjelenése

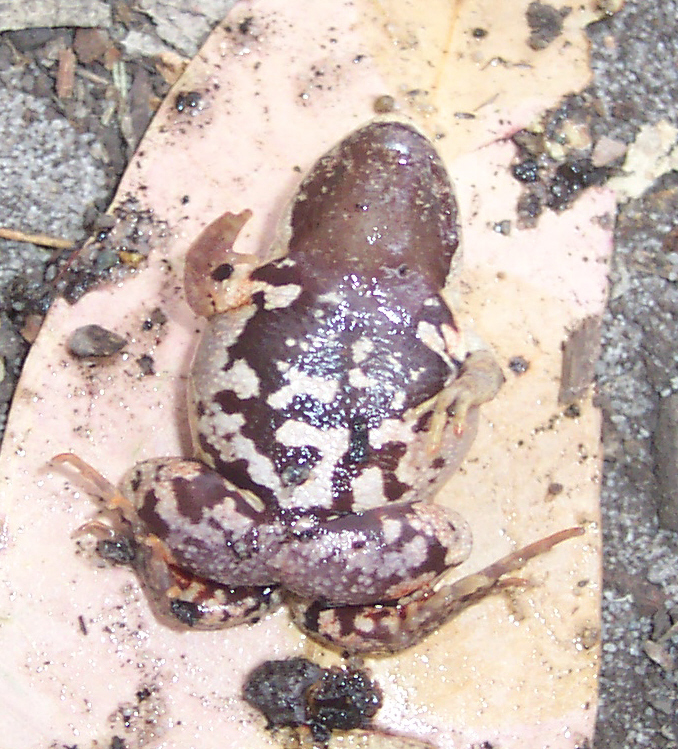
Hasi oldala

Közepes méretű békafaj, testhossza elérheti a 3,5 cm-t. Háta vörösesbarna vagy szürkésbarna, középen gyakran halvány hosszanti csíkkal és sötétbarna vagy fekete foltokkal. Az orrlyukaktól a karokig egy jól kivehető fekete csík húzódik. Hasa krémszínű, barna foltokkal. Pupillája csaknem kerek, írisze aranyszínű. A hónalj, az ágyék és a combok hátsó része élénkpiros. Ujjai között nincs úszóhártya, ujjai végén apró korongok vannak.

## Életmódja

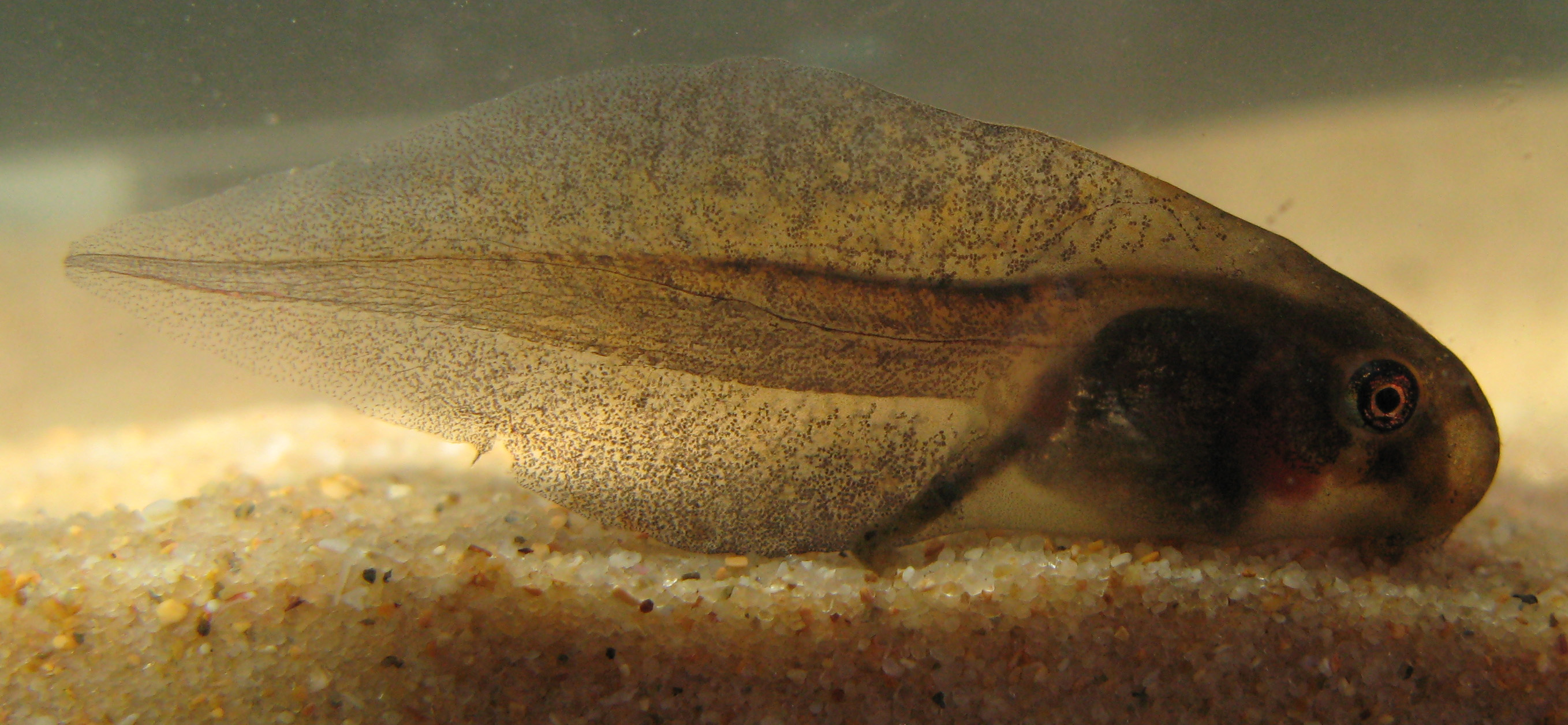
Ebihal

Párás szklerofil (kemény levelű) erdőkben és a patakok, mocsarak és gátak peremvegetációjában él. A patakmedrekben, kövek alatt rejtőzik. Ősztől tavaszig szaporodik. A nőstény a petéket kis csomókban rakja le, a petecsomók a gátak és tavak vízfelszíne alatti növényzethez tapadnak. Az ebihalak hossza elérheti az 5,5 cm-t, és sárgásbarna vagy fekete színűek. Gyakran a víztestek sekély vizében maradnak, és körülbelül három hónapig tart, amíg békává fejlődnek, bár a hidegebb területeken ehhez az ebihalaknak sokkal hosszabb időre is szükségük lehet.

## Természetvédelmi helyzete
A vörös lista a nem fenyegetett fajok között tartja nyilván. Populációja stabil, több védett területen is előfordul.